# فهرست وابسته‌های دیپلماتیک افغانستان

سفارت‌های افغانستان:

فعالیت سفارت‌های خارجی افغانستان از زمان به قدرت رسیدن طالبان در یک وضعیت انتقالی قرار داشته‌است. این به قدرت رسیدن به‌طور گسترده از سوی جامعه بین‌المللی نکوهش شده، و هیچ کشوری حکومت طالبان را، که رسماً امارت اسلامی افغانستان خوانده می‌شود، به رسمیت نشناخته‌است. با وجود عدم به رسمیت‌شناسی حکومت جدید، برخی کشورها کنترل نمایندگی‌های دیپلماتیک افغانستان در کشورهایشان را با اجازه دادن به طالبان به گماشتن نماینده‌هایشان در سطح کاردار به طالبان واگذار کرده‌اند.
بیشتر سفارت‌های تأسیس شده توسط جمهوری اسلامی افغانستان، حکومت سابق دارای به رسمیت‌شناسی بین‌المللی، همچنان از زمان سرنگونی حکومتشان در سال ۲۰۲۱ به‌طور مستقل به کار خود ادامه داده‌اند. در غیاب یک دولت در تبعید، برخی از آنها خط مشی خود را مستقیماً با یکدیگر هماهنگ کرده‌اند. طالبان از طریق تلاش‌های دیپلماتیک و کاررزارهای آزار دیپلمات‌های مشغول به کار با هدف وادار کردن آنان به کناره‌گیری تلاش بسیاری برای به دست گرفتن کنترل این نمایندگی‌ها کرده‌است. موفقت آنها محدود بوده‌است، و آنها در یک رویکرد عملگرا همچنان اسناد صادر شده توسط همه این نمایندگی‌ها حتی آنها که تحت کنترل طالبان نیستند را به رسمیت می‌شناسند.
در دهه ۱۹۹۰، تنها ماموریت‌های افغانستان در دوره طالبان، در پاکستان، عربستان سعودی و امارات متحده عربی (تنها کشورهایی که رژیم طالبان را به رسمیت می‌شناختند) بود.

## امارت اسلامی افغانستان
هیچ کشوری امارت اسلامی افغانستان را به عنوان جانشین مشروع جمهوری اسلامی افغانستان به رسمیت نشناخته‌است. تا تاریخ آوریل ۲۰۲۳ اعتبارنامه گماشتگان طالبان به عنوان کاردار از سوی چین، ایران، پاکستان، روسیه، و ترکمنستان مورد پذیرش قرار گرفته‌است. همچنین کنترل سفارتخانه در قطر و سرکنسولگری افغانستان در دبی به طالبان واگذار شده‌است.

### آسیا
- چین
  - پکن (سفارت)[۲][۶][۷][۸]
آکردیته به  مغولستان[۹]
- قزاقستان
  - آستانه (قزاقستان) (سفارت)[۱۰]
- ایران[۱۱]
  - تهران (سفارت)
  - مشهد (سرکنسولگری)
  - زاهدان (سرکنسولگری)
- پاکستان[۳][۱۲]
  - اسلام‌آباد (سفارت)
  - کراچی (سرکنسولگری)
  - پیشاور (سرکنسولگری)
  - کویته (سرکنسولگری)
- قطر
  - دوحه (سفارت)[۱۳][۱۴][۱۵][۱۶]
- ترکمنستان
  - عشق‌آباد (سفارت)[۱۷][۱۸][۱۹]
  - مرو (سرکنسولگری)
- امارات متحده عربی
  - دبی (سرکنسولگری)[۲۰]

### اروپا

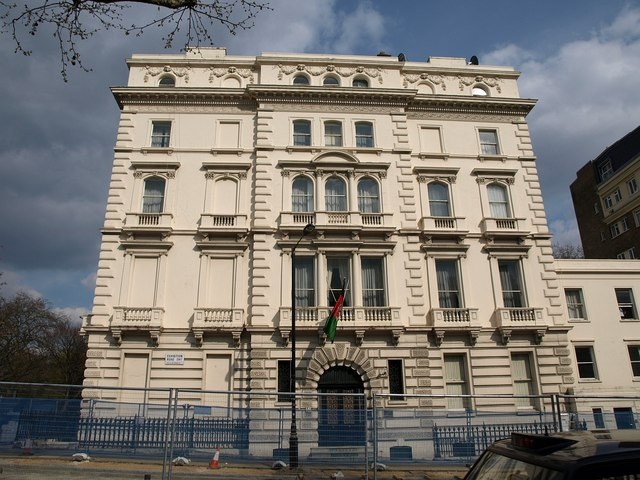
سفارت افغانستان در لندن

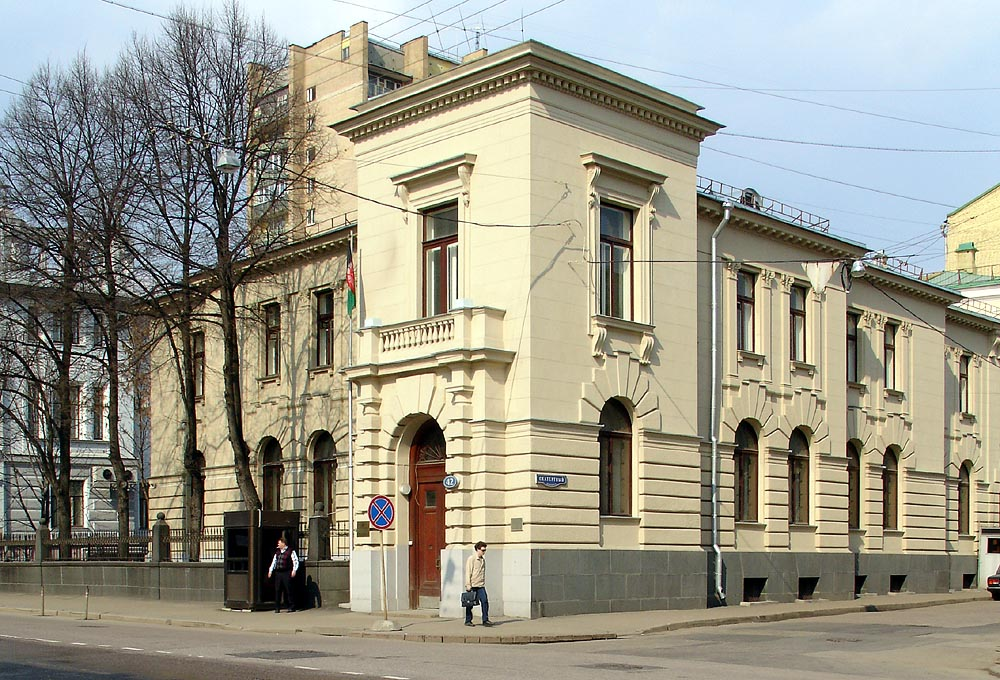
سفارت افغانستان در مسکو

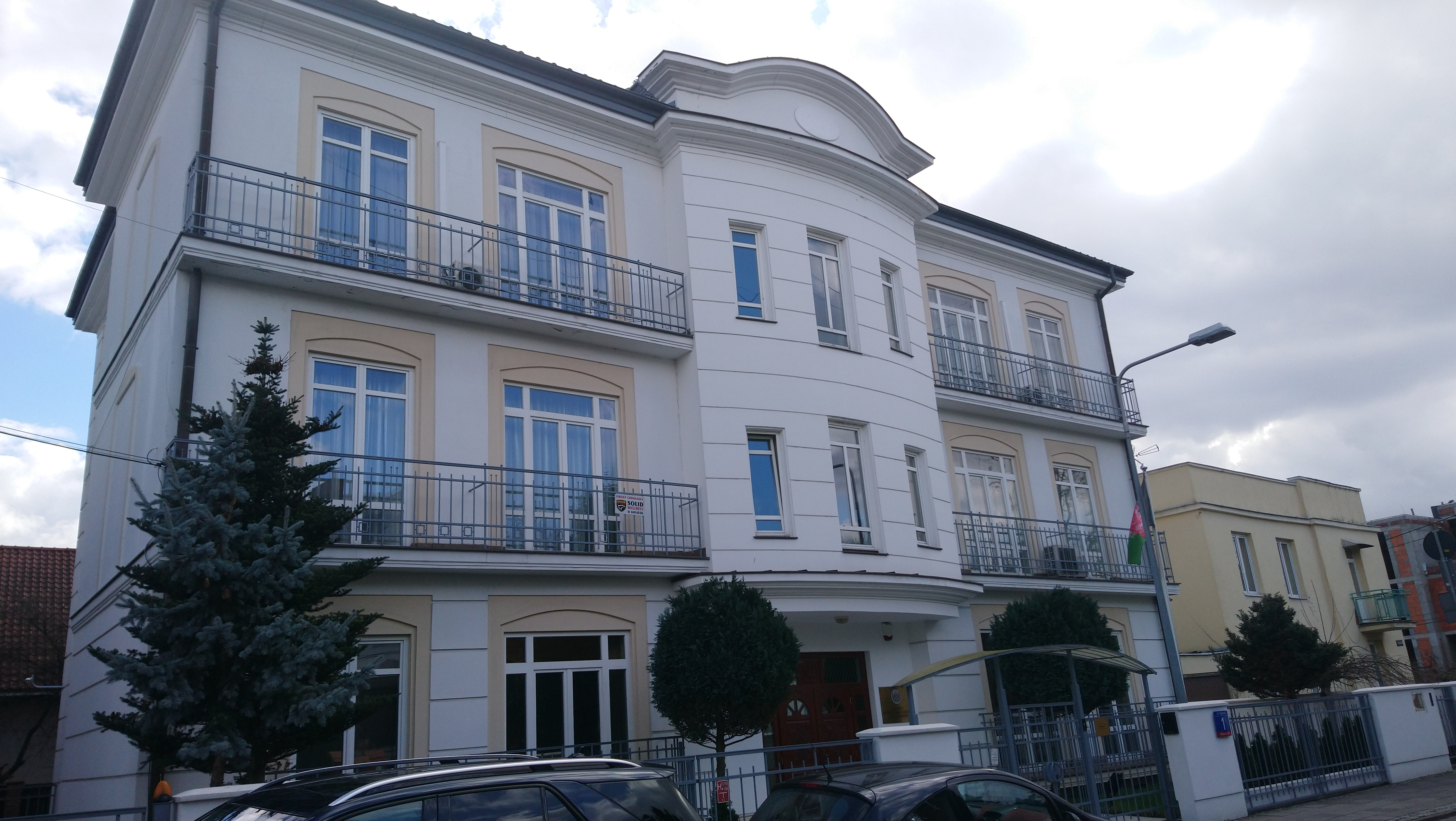
سفارت افغانستان در ورشو

- روسیه
  - مسکو (سفارت افغانستان در مسکو)[۲۱]
آکردیته به  بلاروس[۹]

## جمهوری اسلامی افغانستان

### اروپا
- اتریش
  - وین (سفارت)
- بلژیک
  - بروکسل (سفارت)
- بلغارستان
  - صوفیه (سفارت)
- جمهوری چک
  - پراگ (سفارت)
- فرانسه
  - پاریس (سفارت)
- آلمان
  - برلین (سفارت)
  - بن (کنسولگری)
  - مونیخ:مونشن (کونسلگری)
- ایتالیا
  - رم (سفارت)
- هلند
  - لاهه (سفارت)
- نروژ
  - اسلو (سفارت)
- لهستان
  - ورشو (سفارت)
- روسیه
  - مسکو (سفارت)
- اسپانیا
  - مادرید (سفارت)
- سوئیس
  - ژنو (کنسولگری)
- اوکراین
  - کیف (سفارت)
- بریتانیا
  - لندن (سفارت)

### آمریکای شمالی

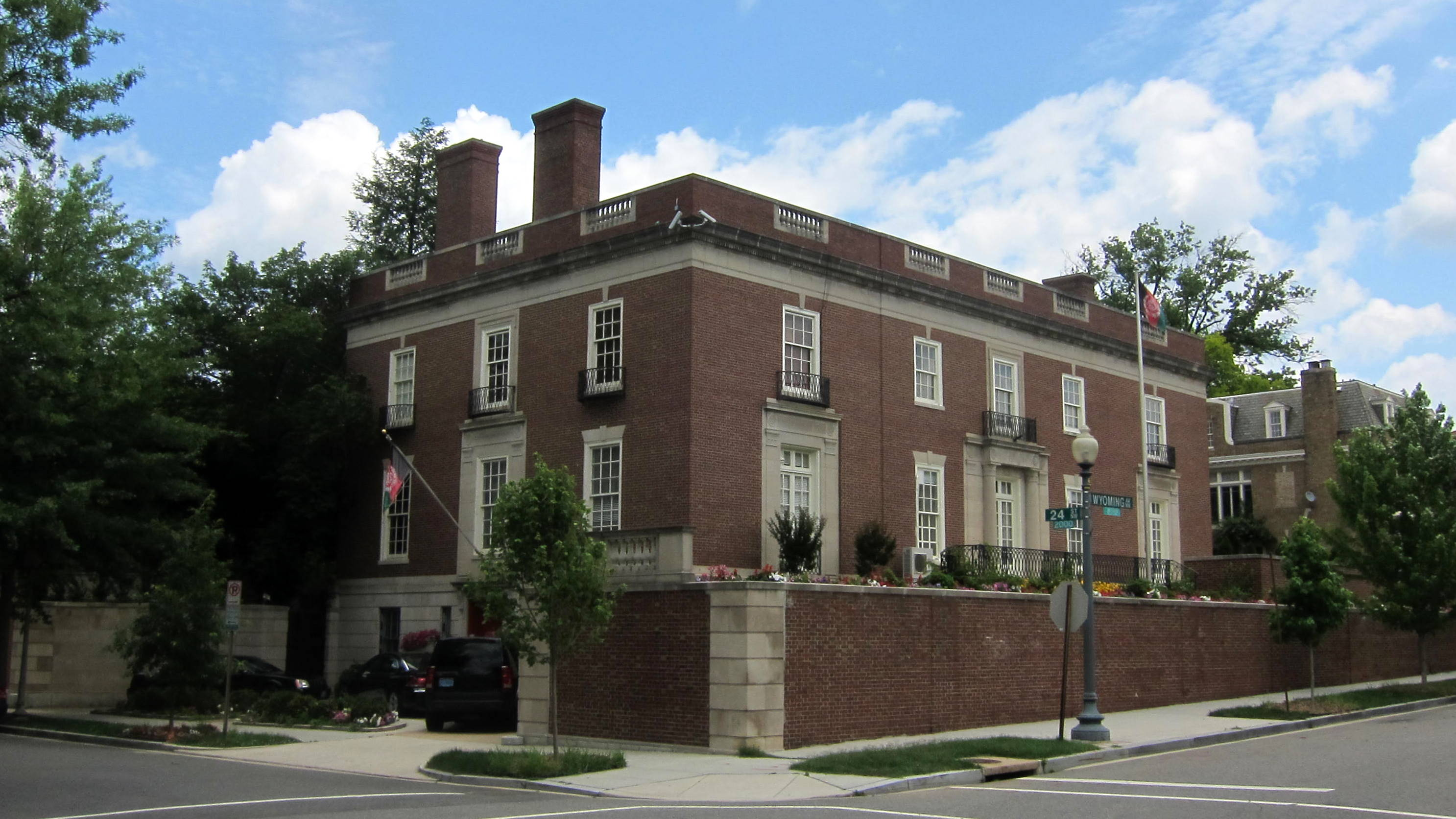
سفارت افغانستان در واشینگتن

- کانادا
  - اتاوا (سفارت)
  - تورنتو (کنسولگری)
- ایالات متحده آمریکا
  - واشینگتن (سفارت)
  - لس آنجلس (کنسولگری)
  - نیویورک (کنسولگری)

### آفریقا
- مصر
  - قاهره (سفارت)
- لیبی
  - طرابلس (سفارت)

### آسیا
- بنگلادش
  - داکا (سفارت)
- چین
  - بیجینگ (سفارت)
- هند
  - دهلی (سفارت)
  - مومبایی (کنسولگری)
- اندونزی
  - جاکارتا (سفارت)
- ایران
  - تهران (سفارت)
  - مشهد (کنسولگری)
  - زاهدان (کنسولگری)
- عراق
  - بغداد (سفارت)
- ژاپن
  - توکیو (سفارت)
- کره جنوبی
  - سئول (سفارت)
- قزاقستان
  - آستانه (سفارت)
- کویت
  - کویت (سفارت)
- قرقیزستان
  - بیشکک (سفارت)
- مالزی
  - کولالامپور (سفارت)
- عمان
  - مسقط (سفارت)
- پاکستان
  - اسلام‌آباد (سفارت)
  - کراچی (کنسولگری)
  - پیشاور (کنسولگری)
  - کویته (کنسولگری)
- قطر
  - دوحه (سفارت)
- عربستان سعودی
  - ریاض (سفارت)
  - جده (کنسولگری)
- سوریه
  - دمشق (سفارت)
- تاجیکستان
  - دوشنبه (سفارت)
  - خاروغ (کنسولگری)
- ترکیه
  - آنکارا (سفارت)
  - استانبول (کنسولگری)
- ترکمنستان
  - عشق آباد (سفارت)
- امارات متحده عربی
  - ابوظبی (سفارت)
  - دوبی (کنسولگری)
- ازبکستان
  - تاشکند (سفارت)

### اقیانوسیه

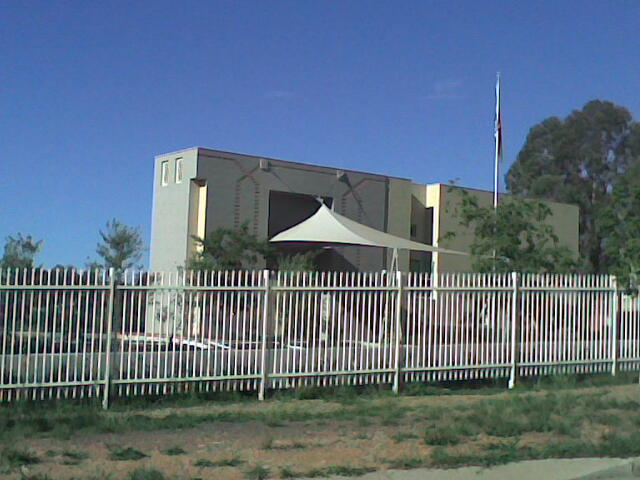
سفارت افغانستان در کانبرا

- استرالیا
  - کانبرا (سفارت)

## سازمان‌های بین‌المللی
- بروکسل (نمایندگی دائم در اتحادیه اروپا)
- لاهه (نمایندگی دائم در سازمان بازدارندگی از به‌کارگیری جنگ‌افزارهای شیمیایی)
- ژنو (نمایندگی دائم در دفتر سازمان ملل)
- نیویورک (نمایندگی دائم در دفتر سازمان ملل)
- پاریس (نمایندگی در یونسکو)